# Abuïta
L'abuïta és un mineral de la classe dels fosfats, aprovada per l'Associació Mineralògica Internacional l'any 2015. Rep el seu nom de la localitat japonesa d'Abu, a l'illa de Honshu.
La seva fórmula és CaAl₂(PO₄)₂F₂, i cristal·litza en el sistema ortoròmbic. Químicament és semblant a la galliskiïta, amb l'excepció que està hidratada. Es coneix un anàleg sintètic seu, amb estronci en el lloc del calci. L'abuïta va ser descoberta en dipòsits de pirofil·lita a la mina Hinomaru-Nako, a la ciutat d'Abu (prefectura de Yamaguchi, Chugoku, illa de Honshu, Japó). L'exemplar tipus es conserva al Museu d'Història Natural i d'Història Humana de Kitakyushu.